# ǋ
ǋ (kleingeschrieben ǌ, großgeschrieben Ǌ, IPA-Aussprache ɲ) ist eine Ligatur aus N und J und wird in einigen slawischen Sprachen verwendet, unter anderem in dem serbischen und mazedonischen Alphabet als lateinische Version des kyrillischen Њ. 